# Мамит (округ)
Мамит (англ. Mamit) — округ в индийском штате Мизорам. Административный центр — город Мамит. Площадь округа — 3025 км². По данным всеиндийской переписи 2001 года население округа составляло 62 785 человек. Уровень грамотности взрослого населения составлял 79,1 %, что значительно выше среднеиндийского уровня (59,5 %). Доля городского населения составляла 17 %.